# Bandai Namco Studios
Bandai Namco Studios Inc. (株式会社バンダイナムコスタジオ Kabushiki gaisha Bandai Namuko Sutajio?) es un desarrollador de videojuegos japonés con sede en Kōtō, Tokio. Sus oficinas en Malasia y Singapur, Bandai Namco Studio Malaysia y Bandai Namco Studios Singapore, tienen su sede en Selangor, Malasia e Infinite Studios, Singapur, respectivamente. Bandai Namco Studios es una subsidiaria de Bandai Namco Entertainment, que a su vez es una subsidiaria de Bandai Namco Holdings. La empresa trabaja bajo su empresa matriz como un keiretsu; Bandai Namco Studios crea videojuegos para consolas domésticas, sistemas portátiles, dispositivos móviles y hardware arcade, mientras que Bandai Namco Entertainment se encarga de la gestión, el marketing y la publicación de estos productos.
Bandai Namco Studios se estableció en abril de 2012 como la empresa derivada de las divisiones de desarrollo de videojuegos de la editorial Namco Bandai Games. Originalmente conocida como Namco Bandai Studios Inc., la decisión se basó en los esfuerzos de reestructuración de su empresa matriz y la necesidad de reducir los tiempos de desarrollo y aumentar la productividad. Bandai Namco Studios absorbió a más de 1000 empleados de Namco Bandai Games y 80 empleados de la extinta división Namco Tales Studio. La empresa abrió divisiones en Singapur y Vancouver en 2013 para expandir sus operaciones en el extranjero; la división de Vancouver cerró más tarde en 2018. Su división de Malasia se estableció en 2016.
Bandai Namco Studios ha trabajado en muchas franquicias de videojuegos exitosas, incluidas Tekken, Pac-Man, The Idolmaster, Ace Combat, Tales y Soulcalibur, además de propiedades intelectuales originales como Code Vein y Scarlet Nexus. Al igual que Namco desarrolló videojuegos para Nintendo como editor desde GameCube, la compañía también ha desarrollado varios videojuegos para ellos como Bandai Namco Studios, principalmente, la serie Super Smash Bros. comenzando con la cuarta entrega, Wii Sports Club, y videojuegos derivados en la franquicia Pokémon como Pokkén Tournament y New Pokémon Snap. La compañía es una firme defensora de la preservación de los videojuegos, la preservación de las artes maestras, los documentos de diseño y otros recursos para sus videojuegos.

## Historia

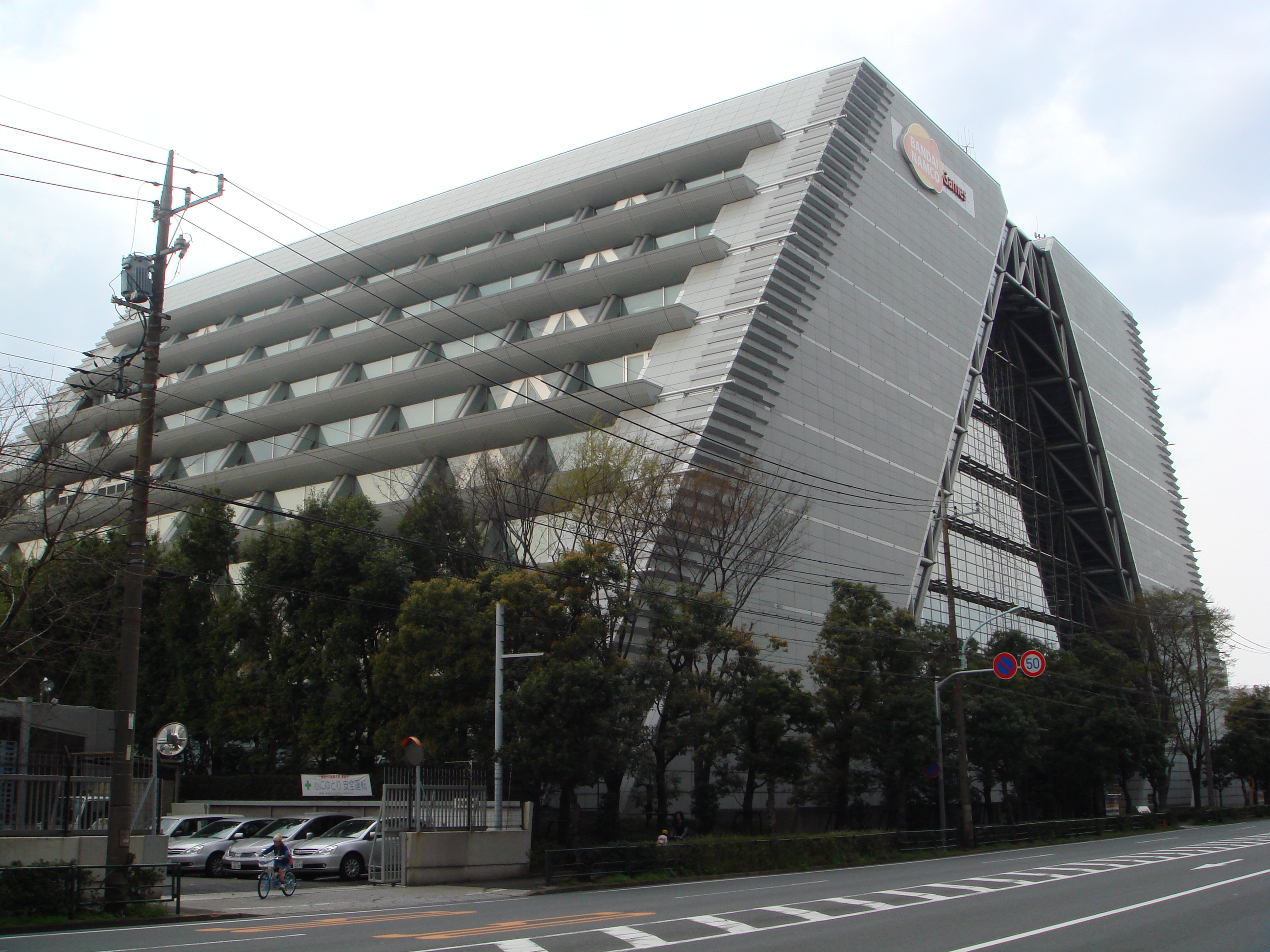
La sede de Namco Bandai Studios en Shinagawa, Tokio de abril de 2012 a 2015. Compartió el edificio con Namco Bandai Games y Namco Bandai Holdings.

Establecido el 31 de marzo de 2006, Namco Bandai Games fue la fusión de las operaciones de desarrollo de videojuegos de Namco y Bandai que se fusionaron y consolidaron en una sola empresa. El desarrollador produjo la mayoría de sus videojuegos internamente, a través de sus subsidiarias como Banpresto y D3 Publisher, o prestando la producción a estudios externos. Sin embargo, como la empresa se estaba recuperando de pérdidas financieras y estaba pasando por una reorganización, Namco Bandai Games creyó que era necesario escindir sus operaciones de desarrollo de videojuegos en una división separada. La empresa solicitó tiempos de desarrollo más rápidos y relaciones sanas entre sus múltiples áreas comerciales, y creía que la formación de una nueva empresa solucionaría esto.

El logotipo anterior que se utilizó hasta 2022.

Las operaciones de videojuegos de Namco Bandai se transfirieron a una nueva subsidiaria, Namco Bandai Studios Inc., el 2 de abril de 2012. Ubicada en Shinagawa, Tokio, la empresa estaba dirigida por el veterano Hajime Nakatani y se convirtió en una subsidiaria de propiedad total de Namco Bandai Games. Su empresa matriz declaró que Namco Bandai Studios permitiría tiempos de desarrollo más rápidos, una cohesión más estrecha con equipos de producción alineados y más libertad creativa y habilidades de desarrollo para sus empleados. Los aumentos financieros consecutivos de Namco Bandai en sus ganancias año tras año también contribuyeron a su establecimiento. Namco Bandai Studios heredó 1000 empleados de Namco Bandai Games y los 80 miembros del personal del antiguo Namco Tales Studio, que cesó sus operaciones un año antes. Se centraría en el desarrollo de nuevas propiedades intelectuales y nuevas entregas de franquicias establecidas, como Tekken, Pac-Man y Ace Combat. Las dos empresas trabajarían en conjunto como un keiretsu, donde Namco Bandai Studios desarrollaría y planificaría juegos y Namco Bandai Games se encargaría del marketing, la publicación y la distribución.
Namco Bandai Studios abrió dos divisiones internacionales el 1 de marzo de 2013: Namco Bandai Studios Singapore Pte. Ltd. en Media Circle, Singapur, y Namco Bandai Studios Vancouver Inc. en Vancouver, Canadá. La división de Singapur fue asignada como la rama principal de desarrollo de videojuegos de Namco Bandai en Asia y para establecer relaciones de trabajo con otros desarrolladores en la región. La división de Vancouver debía diseñar videojuegos de red en línea y proporcionar contenido para América del Norte y Europa, al mismo tiempo que se enfocaba en contribuir a la creciente industria de videojuegos del país. Namco Bandai Studios Singapore empleó a varios miembros del personal de la división de Singapur de Lucasarts, que habían trabajado anteriormente en la cancelada Star Wars 1313. Su división japonesa estableció una relación de trabajo con Nintendo con Wii Sports Club, una remasterización en alta definición del Wii Sports original (2006) para Wii U; tiempo después, Bandai Namco Studios desarrollaría varios juegos de Nintendo, incluidos Super Smash Bros. para Nintendo 3DS y Wii U (2014), Pokkén Tournament (2015), Super Smash Bros. Ultimate (2018) y New Pokémon Snap (2021).
El 1 de abril de 2014, Namco Bandai Studios pasó a llamarse Bandai Namco Studios Inc., luego de un esfuerzo de su empresa matriz para unificar la marca Bandai Namco en todas sus divisiones internacionales. La empresa comenzó el desarrollo de videojuegos de arcade de realidad virtual el mismo mes, que fueron diseñados para la cadena de arcades de video VR Zone de Bandai Namco Entertainment. En 2016, Bandai Namco Studios lanzó Summer Lesson, un videojuego de realidad virtual diseñado para PlayStation VR. La división de Vancouver cerró el 16 de noviembre de 2018, aunque se mantuvo un "equipo básico" para apoyar a Tekken Mobile, y abrió una división de Malasia en 2016. Bandai Namco Studios ganó el premio "Grand Prize" en los Japan Game Awards por su trabajo en Super Smash Bros. Ultimate, así como el "Premio del Ministro de Economía, Comercio e Industria de los Japan Game Awards 2019" de la organización.

## Personal y filosofía de diseño
Bandai Namco Studios se identifica como el sucesor de Namco, centrándose en las filosofías de diseño y el entorno corporativo de su predecesor. La empresa enfatiza la creación de experiencias únicas e inmersivas en los videojuegos y está en contra de copiar ideas de otros desarrolladores. Muchos de sus empleados fueron empleados originalmente en Namco:
- Daisuke Uchiyama: presidente y director ejecutivo. Productor de muchos de los videojuegos de lucha de anime de Bandai Namco, en particular los de la serie Dragon Ball.[23]
- Shigeru Yokoyama - Presidente de la empresa. Diseñador de Galaga y Splatterhouse, y supervisor de franquicias como Xenosaga.[24]
- Kazutoki Kono: jefe de Project Aces, el equipo de desarrollo interno detrás de la serie Ace Combat.[25]
- Minoru Sashida – Gerente del programa de preservación del arte maestro.[26] Artista de la serie Mr. Driller, Techno Drive y Ace Combat 3: Electrosphere.[27]

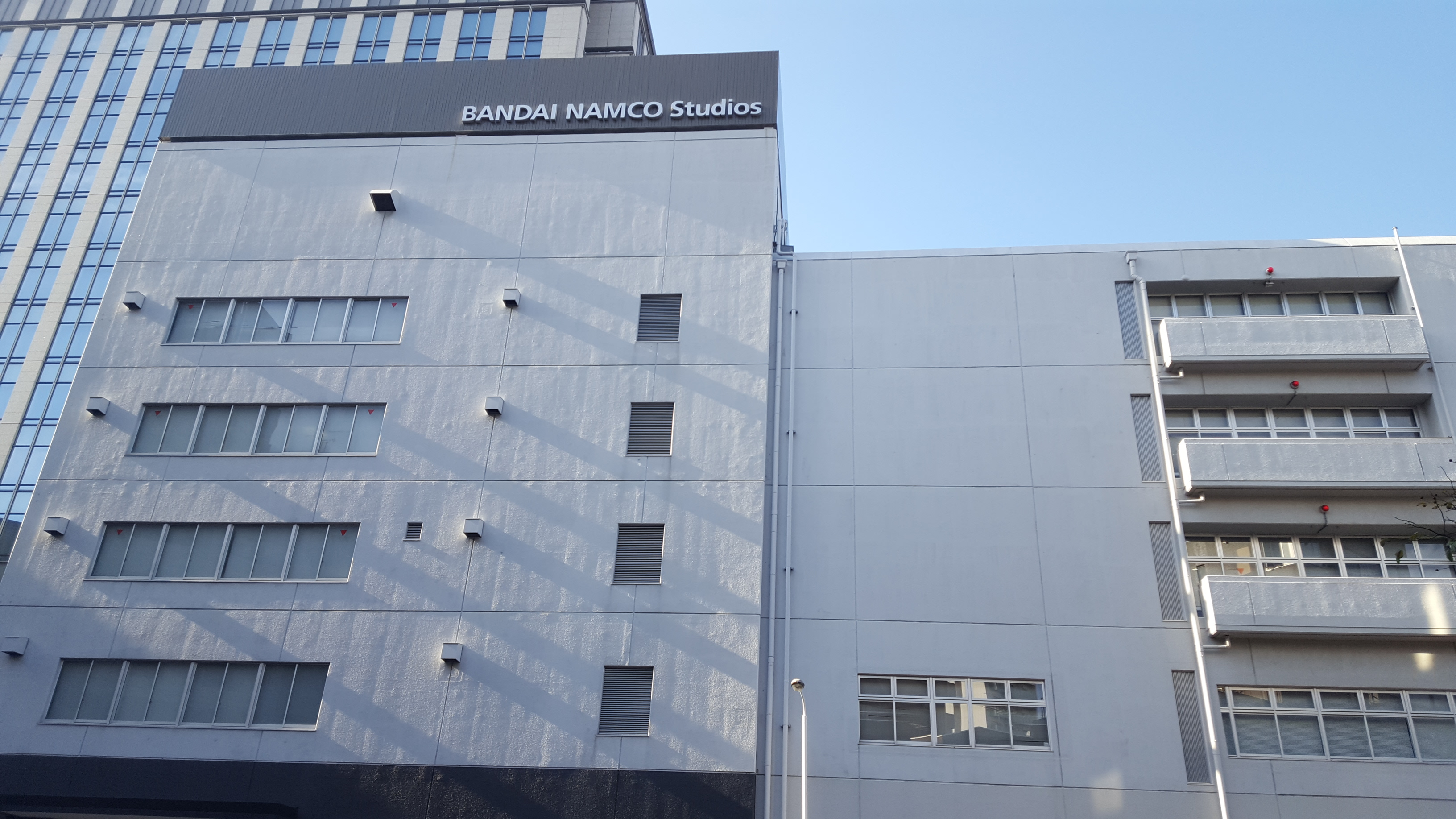
Durante el traslado a su oficina de Kōtō en 2015, varias de las artes maestras de Bandai Namco Studios se consideraron perdidas, aunque varias se han recuperado desde entonces.

Bandai Namco Studios es un firme defensor de la preservación de los videojuegos. En particular, considera que el arte maestro utilizado para material complementario en videojuegos, como Galaxian (1979) y Pac-Man (1980), tiene una importancia histórica; la empresa cree que preservar estas artes maestras permite una mayor apreciación de los videojuegos de su predecesor, así como de las artes mismas. Bandai Namco Studios ha acumulado una colección de 400 artes maestras, incluidas las de Xevious (1983), Ridge Racer (1993) y J-League Soccer Prime Goal (1993), que almacena en un departamento interno llamado "Banarchive". Muchas de sus piezas se consideraron perdidas originalmente durante su traslado a Kōtō en 2015, aunque la mayoría se han recuperado desde entonces. Bandai Namco Studios espera compartir fácilmente sus artes maestras con el público en forma de videos retrospectivos de YouTube y un museo de realidad virtual a través de su proyecto Namco Museum of Art.
Además de sus artes maestras, Bandai Namco Studios también ha conservado folletos promocionales, código fuente, modelos maestros de personajes, documentación de diseño y fechas de lanzamiento de todos los videojuegos de Namco, Bandai y Banpresto. Otras divisiones dentro de Bandai Namco Holdings y empresas externas han utilizado estas artes para productos como prendas de vestir y carteles. Hisaharu Tago, el productor del lanzamiento de Namco Museum para Nintendo Switch, espera que la empresa pueda traer la totalidad del catálogo anterior de Namco para las plataformas de videojuegos modernas.

## Videojuegos
| Año  | Título                                           | Plataforma                                                                 | Distribuidor                                   | Ref.          |
| ---- | ------------------------------------------------ | -------------------------------------------------------------------------- | ---------------------------------------------- | ------------- |
| 2013 | Tales of Hearts R                                | PlayStation Vita                                                           | Namco Bandai Games                             | [ 33 ]        |
| 2013 | Wii Sports Club                                  | Wii U                                                                      | Nintendo                                       | [ 15 ]        |
| 2013 | Drift Spirits                                    | iOS                                                                        | Namco Bandai Games                             | [ 34 ]        |
| 2013 | The Idolmaster Million Live!                     | Android, iOS, Microsoft Windows                                            | Namco Bandai Games                             |               |
| 2014 | Super Smash Bros. for Nintendo 3DS and Wii U     | Nintendo 3DS, Wii U                                                        | Nintendo                                       | [ 35 ]        |
| 2014 | The Idolmaster One For All                       | PlayStation 3                                                              | Namco Bandai Games                             |               |
| 2015 | Tekken 7                                         | Arcade, Microsoft Windows, PlayStation 4, Xbox One                         | Bandai Namco Entertainment                     | [ 36 ]        |
| 2015 | Pac-Man 256                                      | iOS, Android, Microsoft Windows, PlayStation 4, Xbox One                   | Bandai Namco Entertainment                     | [ 19 ]        |
| 2015 | The Idolmaster Cinderella Girls: Starlight Stage | iOS                                                                        | Bandai Namco Entertainment                     |               |
| 2015 | Galaga: Tekken 20th Anniversary Edition          | Android, iOS                                                               | Bandai Namco Entertainment                     | [ 37 ]        |
| 2015 | The Idolmaster Must Songs                        | PlayStation Vita                                                           | Bandai Namco Entertainment                     |               |
| 2015 | Tales of Zestiria                                | Microsoft Windows, PlayStation 3, PlayStation 4                            | Bandai Namco Entertainment                     | [ 38 ]        |
| 2015 | Pac-Man Bounce                                   | Android, iOS                                                               | Bandai Namco Entertainment                     | [ 19 ]        |
| 2015 | Pokkén Tournament                                | Arcade, Nintendo Switch, Wii U                                             | Bandai Namco Entertainment The Pokémon Company | [ 39 ] [ 40 ] |
| 2016 | Tales of Berseria                                | Microsoft Windows, PlayStation 3, PlayStation 4                            | Bandai Namco Entertainment                     | [ 41 ]        |
| 2016 | The Idolmaster Platinum Stars                    | PlayStation 4                                                              | Bandai Namco Entertainment                     |               |
| 2016 | Pac-Man Championship Edition 2                   | Microsoft Windows, Nintendo Switch, PlayStation 4, Xbox One                | Bandai Namco Entertainment                     | [ 42 ]        |
| 2016 | Tap My Katamari                                  | Android, iOS                                                               | Bandai Namco Entertainment                     | [ 19 ]        |
| 2016 | Arcade Game Series                               | Microsoft Windows, PlayStation 4, Xbox One                                 | Bandai Namco Entertainment                     | [ 43 ]        |
| 2016 | Summer Lesson                                    | PlayStation 4                                                              | Bandai Namco Entertainment                     | [ 18 ]        |
| 2017 | Namco Museum                                     | Nintendo Switch                                                            | Bandai Namco Entertainment                     | [ 44 ]        |
| 2017 | Naruto x Boruto Ninja Voltage                    | Android, iOS                                                               | Bandai Namco Entertainment                     | [ 45 ]        |
| 2017 | Mario Sports Superstars                          | Nintendo 3DS                                                               | Nintendo                                       | [ 16 ]        |
| 2017 | Mario Kart Arcade GP VR                          | Arcade                                                                     | Bandai Namco Entertainment                     | [ 14 ]        |
| 2017 | The Idolmaster Million Live Theater Days         | Android, iOS                                                               | Bandai Namco Entertainment                     |               |
| 2017 | The Idolmaster Stella Stage                      | PlayStation 4                                                              | Bandai Namco Entertainment                     |               |
| 2018 | Go Vacation                                      | Nintendo Switch                                                            | Bandai Namco Entertainment                     | [ 46 ]        |
| 2018 | Soulcalibur VI                                   | Microsoft Windows, PlayStation 4, Xbox One                                 | Bandai Namco Entertainment                     | [ 47 ]        |
| 2018 | Ichimōdajin! Mosquito Patchin Daisakusen         | Arcade                                                                     | Bandai Namco Amusement                         | [ 48 ]        |
| 2018 | Pac-In-Town                                      | Arcade                                                                     | Bandai Namco Amusement                         | [ 48 ]        |
| 2018 | The Idolmaster Shiny Colors                      | Android, iOS, Microsoft Windows                                            | Bandai Namco Amusement                         |               |
| 2018 | Tekken Mobile                                    | Android, iOS                                                               | Bandai Namco Entertainment                     | [ 19 ]        |
| 2018 | Galaga Fever                                     | Arcade                                                                     | Bandai Namco Amusement                         | [ 49 ]        |
| 2018 | Taiko no Tatsujin: Drum 'n' Fun!                 | Nintendo Switch                                                            | Bandai Namco Entertainment                     | [ 50 ]        |
| 2018 | Taiko no Tatsujin: Drum Session                  | PlayStation 4                                                              | Bandai Namco Entertainment                     | [ 51 ]        |
| 2018 | Super Smash Bros. Ultimate                       | Nintendo Switch                                                            | Nintendo                                       | [ 16 ]        |
| 2019 | Ace Combat 7: Skies Unknown                      | Microsoft Windows, PlayStation 4, Xbox One                                 | Bandai Namco Entertainment                     | [ 52 ]        |
| 2019 | God Eater 3                                      | Nintendo Switch                                                            | Bandai Namco Entertainment                     | [ 53 ]        |
| 2019 | Code Vein                                        | Microsoft Windows, PlayStation 4, Xbox One                                 | Bandai Namco Entertainment                     | [ 54 ]        |
| 2020 | Mobile Suit Gundam: Extreme Vs. Maxi Boost ON    | PlayStation 4                                                              | Bandai Namco Entertainment                     | [ 55 ]        |
| 2020 | Taiko no Tatsujin: Rhythmic Adventure Pack       | Nintendo Switch                                                            | Bandai Namco Entertainment                     |               |
| 2021 | New Pokémon Snap                                 | Nintendo Switch                                                            | The Pokémon Company Nintendo                   |               |
| 2021 | Survival Quiz City                               | Microsoft Windows                                                          | Phoenixx                                       |               |
| 2021 | Scarlet Nexus                                    | Microsoft Windows, PlayStation 4, PlayStation 5, Xbox One, Xbox Series X/S | Bandai Namco Entertainment                     | [ 56 ]        |
| 2021 | Tales of Arise                                   | Microsoft Windows, PlayStation 4, PlayStation 5, Xbox One, Xbox Series X/S | Bandai Namco Entertainment                     |               |
| 2021 | The Idolmaster: Starlit Season                   | Microsoft Windows, PlayStation 4                                           | Bandai Namco Entertainment                     |               |
| 2022 | Goonect                                          | Microsoft Windows                                                          | Phoenixx                                       |               |
| TBA  | Tekken 8                                         | Microsoft Windows, PlayStation 5, Xbox Series X/S                          | Bandai Namco Entertainment                     |               |